# Tau (film)
Tau is een Amerikaanse sciencefiction-thriller uit 2018 onder regie van Federico D'Alessandro.

## Verhaal
Julia is een jonge vrouw die als dief haar geld in de late uren verdient. Na te zijn gedrogeerd, wordt ze wakker in een ruimte met twee andere gevangengenomen personen. Julia is in een hypermodern gebouw vol met hightech-boobytraps. Ze werkt samen met de twee andere personen gedwongen mee aan een reeks zeer pijnlijke psychologische sessies in een lab van het gebouw. Als het drietal probeert te ontsnappen, krijgen ze in het gebouw te maken met Tau, een robot met kunstmatige intelligentie. Julia weet als enige aan de dood te ontsnappen als de eigenaar de uitvinder Alex thuiskomt. Hij houdt haar gegijzeld voor nog meer onderzoeken. Ze werkt mee in ruil voor meer vrijheid binnen het gebouw. Maar in werkelijkheid probeert ze te ontsnappen, wat niet eenvoudig is.

## Rolverdeling
| Acteur           | Personage  |
| ---------------- | ---------- |
| Maika Monroe     | Jalia      |
| Ed Skrein        | Alex       |
| Gary Oldman      | Tau (stem) |
| Fiston Barek     | Subject 2  |
| Ivana Zivkovic   | Subject 1  |
| Sharon D. Clarke | Queenpin   |